# 김봉철
김봉철(金奉哲, 1941년 5월 2일 - )은 조선민주주의인민공화국의 정치인이다. 내각 상업상과 최고인민회의 제12기 대의원을 지냈다.

## 경력
1941년 일제강점기 함경남도 함주에서 출생하여, 지난날 한때 함경남도 함흥에서 잠시 유아기를 보낸 적이 있고 함경남도 원산에서 잠시 유년기를 보낸 적이 있는 그는 김일성종합대학을 나왔다. 1994년 8월 정무원 상업부 차장을 거쳐 1998년 9월 상업성 부상을 지냈다. 1998년 10월 조-중 친선협회 중앙위원회 부위원장과 2001년 7월 평양시 인민봉사총국 제1부총국장을 지냈다. 2002년 8월 평양시 인민봉사총국장, 2007년 2월 내각사무국 부부장을 역임한 후 2008년부터 내각 상업상으로 재임 중이다.

## 최고인민회의 대의원
2009년 4월 최고인민회의 제12기 대의원으로 선출되었다.

## 기타
2008년 박성철 사망 당시에 국가장의윈원회 위원을 지냈다.